# Slatina (Hradec Králové)

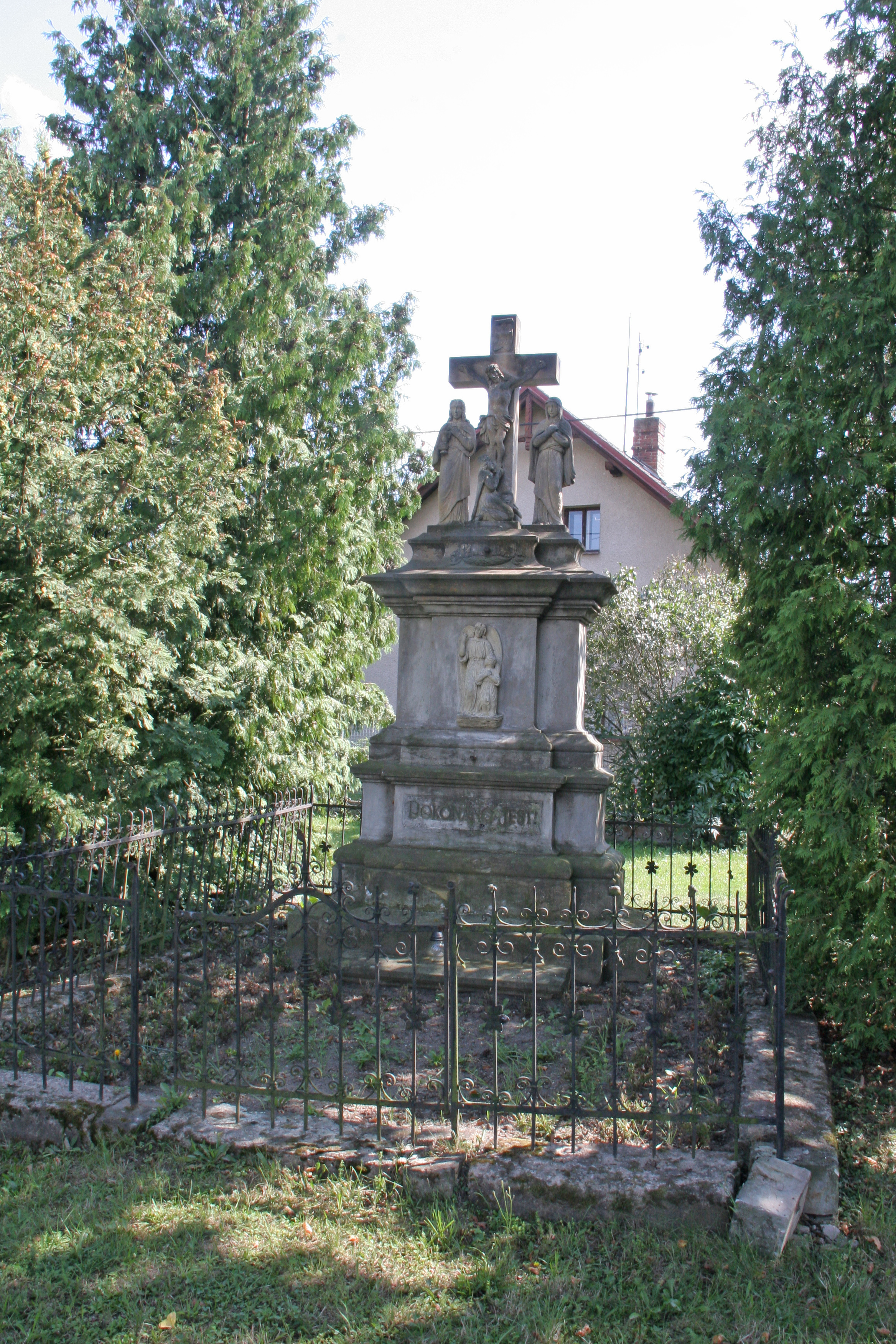
Denkmal des Gekreuzigten

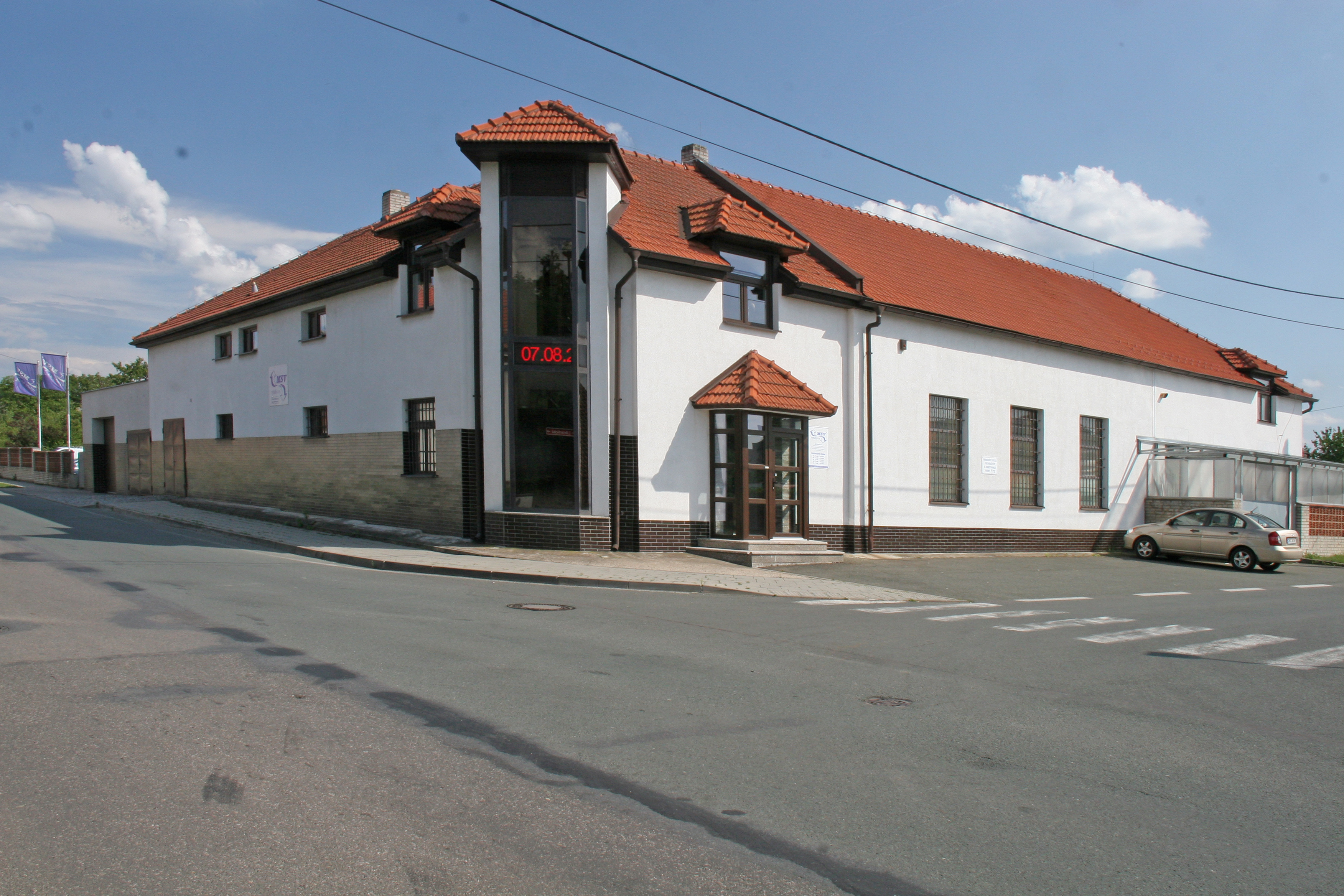
Haus Nr. 30

Slatina ist ein Ortsteil der Stadt Hradec Králové  in Tschechien. Er liegt fünf Kilometer nordöstlich des Stadtzentrums von Hradec Králové und gehört zum Okres Hradec Králové.

## Geographie
Slatina befindet sich auf der Černilovská tabule (Czernilower Tafel). Durch den Ort führt die Straße II/308 zwischen Hradec Králové und Bohuslavice, einen knappen Kilometer südlich verläuft die Bahnstrecke Chlumec nad Cidlinou–Międzylesie. Nördlich von Slatina erstreckt sich der Wald Jedlina, südöstlich der Wald Dehetník.  Im Osten erheben sich die Slatina (281 m n.m.) und der Spáleník (284 m n.m.), nordwestlich der Okrouhlík (257 m n.m.). Nordöstlich von Slatina liegen an einem Zufluss zum Librantický potok die Teiche Hluboký rybnik und Nový rybník.
Nachbarorte sind Bukovina, Újezd und Ouliště im Norden, Černilov, Poďousov und Divec im Nordosten, Jeníkovice im Osten, Blešno und Koš im Südosten, Svinary und Malšova Lhota im Süden, Kociánovice und Slezské Předměstí im Südwesten, Pouchov und Piletice im Westen sowie Rusek und Skalička im Nordwesten.

## Geschichte
Slatina bildete ursprünglich ein landtäfliges Gut mit einer Feste. Zu den Besitzern gehörte im 15. Jahrhundert Mstidruh von Adlar, der das Dorf 1434 zusammen mit seinem Vorwerk in Plotiště an Jan Weselik von Chlum verkaufte. Später erwarb die Stadt Königgrätz das Gut. Wegen deren Beteiligung am böhmischen Ständeaufstand konfiszierte König Ferdinand I. 1547 sämtliche Königgrätzer Stadtgüter und verkaufte die meisten der eingezogenen Dörfer, darunter auch Slatina an Johann von Pernstein. Dieser veräußerte die Dörfer Svinary, Svinárky und Slatina 1548 an Aleš Rodovský von Hustířan. Im Jahre 1631 erwarb Adam Erdmann Trčka von Lípa Slatina und schlug das Dorf seiner Herrschaft Smiřice zu. Nach dem Tode von Jan Rudolf Trčka von Lípa wurde die Herrschaft Smiřice durch König Ferdinand II. konfisziert. Bevor er diese wieder veräußerte, trennte er die Dörfer Svinárky und Slatina davon ab und übereignete sie zusammen mit der Herrschaft Neustadt seinem Feldmarschall Walter Leslie. Die Gegend bei Slatina und Swinarek bildete eine südliche Exklave der Herrschaft und wies die schlechteste Bodenbeschaffenheit der Herrschaft auf. Leslie erhob 1667 seine Herrschaften Neustadt und Pettau zum Familienfideikommiss. Im selben Jahre erbte sein Neffe, Generalfeldmarschall Jacob von Leslie, den Besitz; ihm folgte 1693 dessen Neffe, Hofkammerpräsident Jacob Ernst von Leslie. Nachdem das österreichische Grafenhaus Leslie 1802 mit dem Tode von Anton von Leslie erloschen war, ging die Herrschaft an die Fürsten von Dietrichstein über, aus der Verbindung entstand die neue Linie von Dietrichstein-Proskau-Leslie. 1808 erbte Franz Joseph von Dietrichstein-Proskau-Leslie die Herrschaft.
Im Jahre 1836 bestand das im Königgrätzer Kreis an der Nachoder Straße gelegene Dorf Slatina aus 76 Häusern, in denen 496 Personen lebten. Im Ort gab es eine Schule, einen obrigkeitlichen Meierhof mit Schäferei sowie ein Wirtshaus. Das Slatiner Revier war eines der vier Forstreviere der Herrschaft. Eingepfarrt war das Dorf nach Pauchow. Bis zur Mitte des 19. Jahrhunderts blieb das Dorf zur Fideikommissherrschaft Neustadt untertänig.
Nach der Aufhebung der Patrimonialherrschaften bildete Slatina ab 1849 mit den Ortsteilen Svinárky und Koš eine Gemeinde Slatina im Gerichtsbezirk Königgrätz. Ab 1868 gehörte die Gemeinde zum Bezirk Königgrätz. Koš verlor zum Ende des 19. Jahrhunderts seinen Status als Ortsteil und wurde zu Svinárky zugerechnet. Die Gemeinde Slatina hatte 1927 720 Einwohner. Im April 1949 erfolgte die Umgemeindung des Ortsteiles Svinárky (jedoch ohne Koš) nach Svinary; zugleich wurde die Gemeinde dem Okres Hradec Králové-okolí zugeordnet. Seit 1960 gehört Slatina zum Okres Hradec Králové. Am 1. Januar 1976 erfolgte die Eingemeindung in die Stadt Hradec Králové.  Am 3. März 1991 hatte der Ort 652 Einwohner; beim Zensus von 2001 lebten in den 215 Wohnhäusern von Slatina 721 Personen.

## Ortsgliederung
Der Ortsteil bildet den Katastralbezirk Slatina u Hradce Králové. Grundsiedlungseinheiten sind keine ausgewiesen. Zu Slatina gehört die Ansiedlung Koš (Kosch).

## Sehenswürdigkeiten
- Denkmal des Gekreuzigten, an der Straße nach Librantice
- Steinernes Kreuz
- Gedenkstein für die Gefallenen des Ersten Weltkrieges